# یواس‌اس اینکان (ال‌پی‌ایچ-۱۲)
یواس‌اس اینکان (ال‌پی‌ایچ-۱۲) (به انگلیسی: USS Inchon (LPH-12)) یک کشتی بود که طول آن ۶۰۳٫۶۵ فوت (۱۸۳٫۹۹ متر) بود. این کشتی در سال ۱۹۶۹ ساخته شد.